# Сиам Бен Юсеф
Сиам бен Хабиб Бен Юсеф (на арабски: صيام بن حبيب بن يوسف) е тунизийски футболист, който играе на поста централен защитник. Състезател на Кевили Руен.

## Кариера

### Лейтън Ориент
През 2012 г. играе за английския Лейтън Ориент.

### Астра Гюргево
Той подписва с Астра (Гюргево) в Румъния, където прекарва три сезона, печели купата на Румъния и играе в Европейските клубни турнири.

### ЧФР Клуж
На 4 ноември 2020 г. Бен Юсеф се присъединява към ЧФР Клуж.

### Берое
На 14 февруари 2022 е обявен за ново попълнение на Берое. Дебютира на 20 февруари при победата с 1:2 като гост на Царско село.

## Национална кариера
Играе за пръв път в Купата на африканските нации през 2015, участва също и в тази през 2017 г.
На 17 ноември 2015 г. отбелязва първия си гол с националния отбор във втория кръг от 
квалификациите за Световното първенство по футбол през 2018 срещу Мавритания.
През юни 2018 г. попада в списъка от 23 футболисти за Световното първенство по футбол същата година.

## Успехи
Есперанс
- Шампионска лига на КАФ (1): 2011
- Професионална лига 1 (2): 2009/10, 2010/11
- Купа на Тунис (1): 2011

 Астра (Гюргево)
- Купа на Румъния (1): 2014
- Суперкупа на Румъния (1): 2014

 ЧФР Клуж
- Румънска лига I (1): 2020/21
- Суперкупа на Румъния (1): 2020